# 望溪镇
望溪乡，是中华人民共和国四川省达州市渠县下辖的一个乡镇级行政单位。

## 行政区划
望溪乡下辖以下地区：
望溪社区、保和村、二郎村、包山村、堰湾村、庆安村、望溪村、石坝村、张庙村、河水村和堰坝村。